# سايمور كلارك
سايمور كلارك (26 مارس 1902 في المملكة المتحدة - 17 مارس 1995 في المملكة المتحدة) (بالإنجليزية: Seymour Clark)‏ هو لاعب كريكت بريطاني (وحمل سابقاً جنسية المملكة المتحدة لبريطانيا العظمى وأيرلندا). لعب مع نادي مقاطعة سومرست للكريكت ‏.

## وصلات خارجية
- سايمور كلارك على موقع إي آس بي آن كريك إنفو (الإنجليزية)